# Гармансдорф (Нижня Австрія)
Гармансдорф (нім. Harmannsdorf) — торгове містечко з 4103 мешканцями (станом на 1 січня 2023) в окрузі Корнойбург в Нижній Австрії.

## Географія
Гарманнсдорф — близько 5 км на північ від Корнойбурга в гірській місцевості Вайнфіртель у Нижній Австрії. Площа торгового містечка займає 55,55 Квадратний кілометр. 27.59 відсоток території покрито лісом. Велика частина лісової частини припадає на Рорвальд.

## Історія

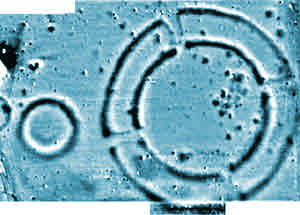
Система кільцевих канав Kleinroetz

Рюкерсдорф і Гарманнсдорф були вперше задокументовані в 1113 році під назвами Роукерісдорф і Хадмарісдорф. Назви двох місць сходять до німецьких особистих імен. Harmannsdorf на Хадмар і Рюкерсдорф на Руткер, Руджер, Рюдігер. Рюкерсдорф не має походження назви від «назад» або «назад», як це описано в легенді. Однак частина населення Віландсдорфа, який тоді перебував у Рорвальді, могла втекти наприкінці 15 століття до Рюкерсдорфа. Протягом століть ці два міста зростали як у розмірі, так і в значенні.

## Економіка та інфраструктура
Несільськогосподарських робочих місць у 1991 році було 83, у 2001 році — 113.Сільськогосподарських і лісогосподарських господарств за обстеженням 1995 року 139, 1999 року 123.Чисельність працюючих за місцем проживання в 1991 році становила 1528 осіб, за переписом 2001 року — 1630 осіб. Рівень зайнятості становив 48,78 відсотка в 1999 році і 48,55 відсотка в 2001 році.

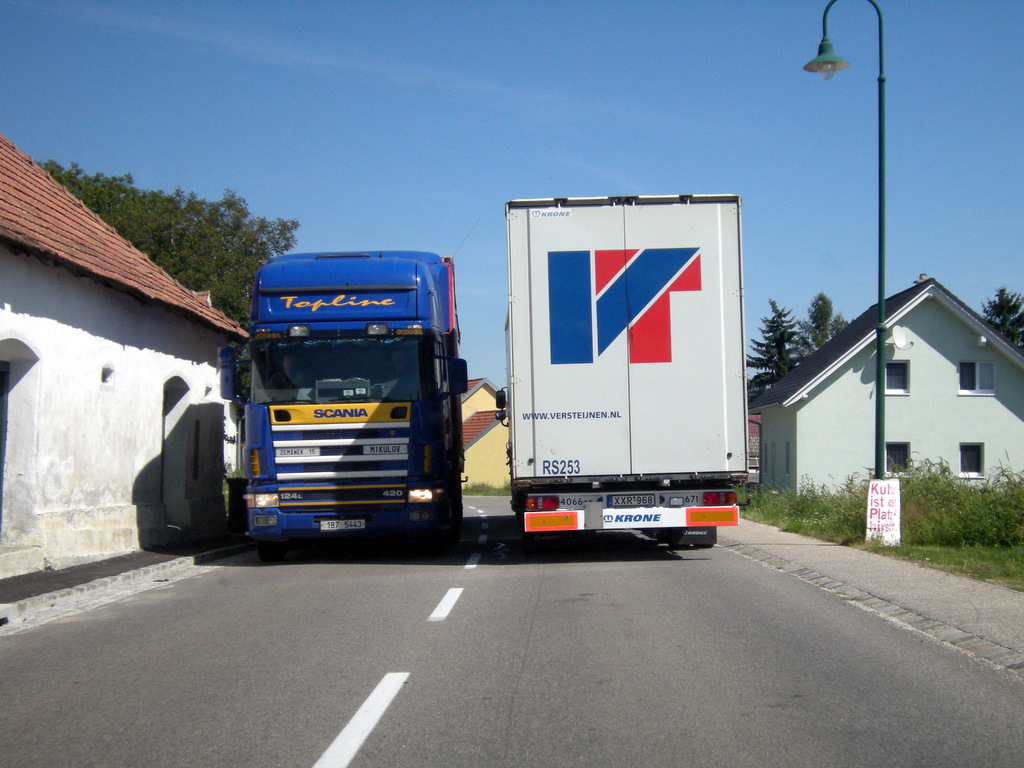
Транзитна вантажівка на Лаєр Штрасе

Рюкерсдорф-Хармансдорф знаходиться на Лаєр Штрасе (Landesstraße B6), по якій у будні дні проїжджає в середньому понад 10 000 автомобілів, у тому числі понад 700 вантажівок на день (DTVw). На початку червня 2021 року розпочалося будівництво шестикілометрової об'їзної дороги, яка має розвантажити міста Хармансдорф-Рюкерсдорф і Тресдорф від наскрізного руху.

## Галерея

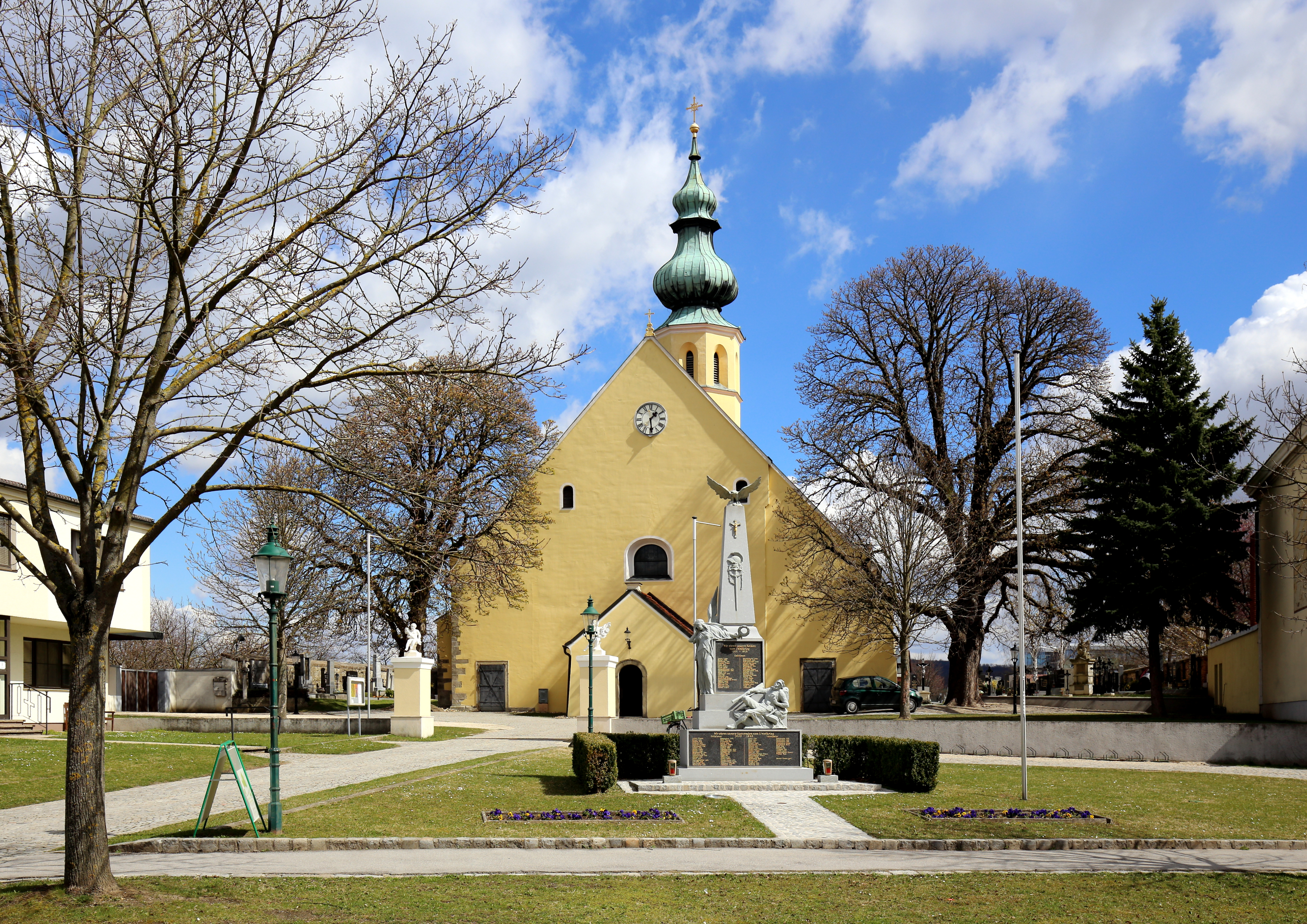
Парафіяльна церква Хармансдорфа в Рюкерсдорфі
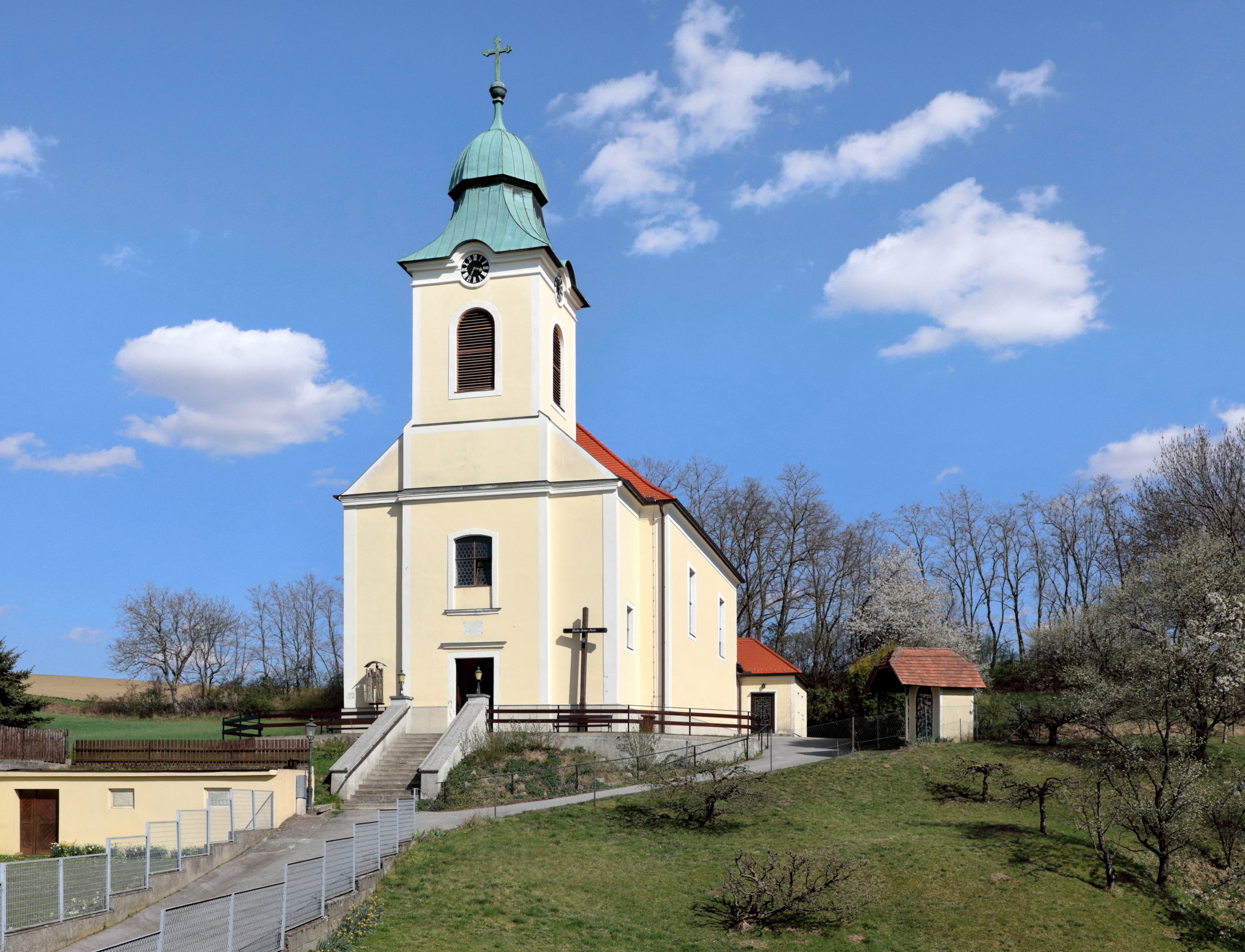
Парафіяльний костел св. Барбари в Оберганзерндорфі
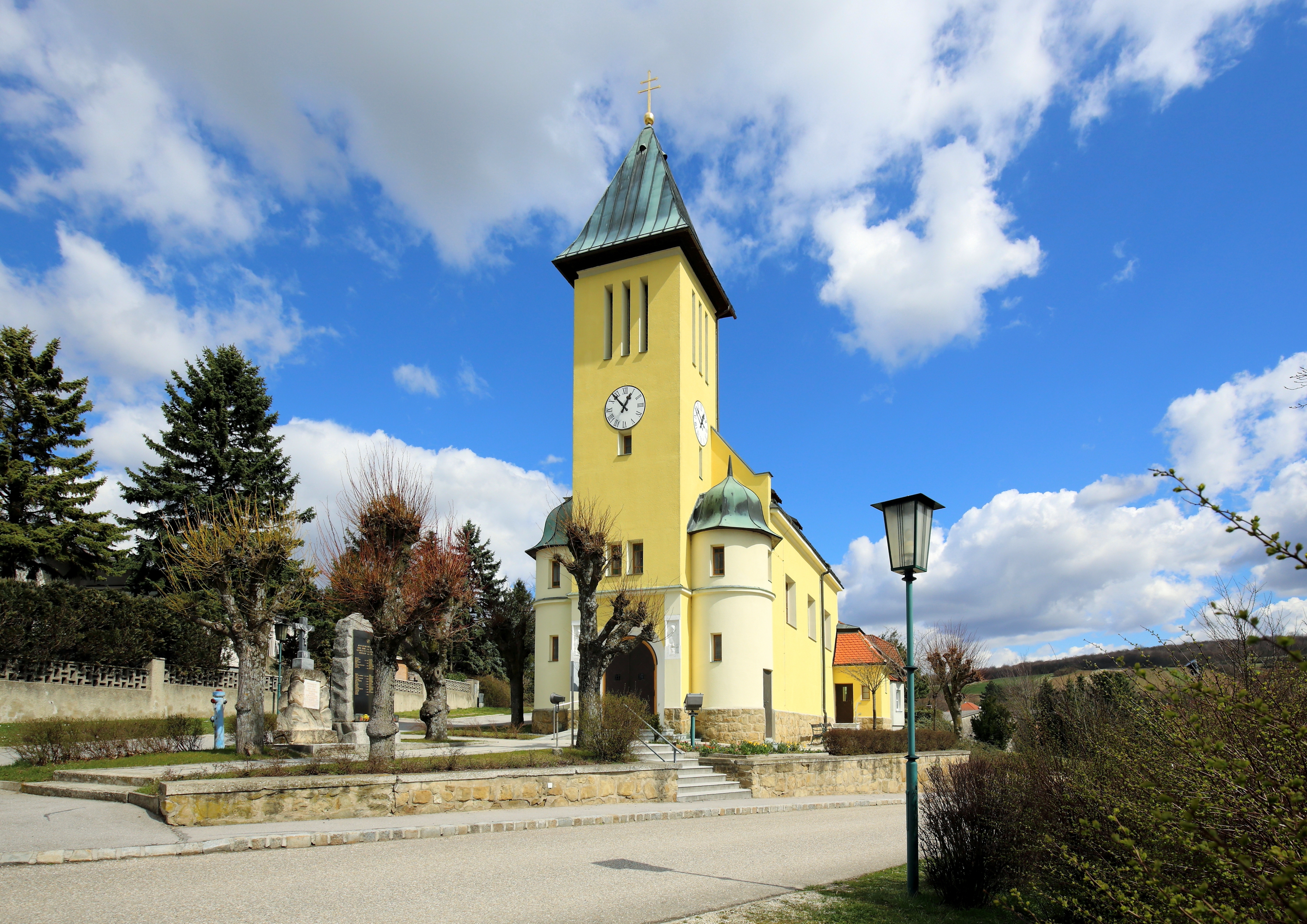
Філіальна церква в Кляйнроці
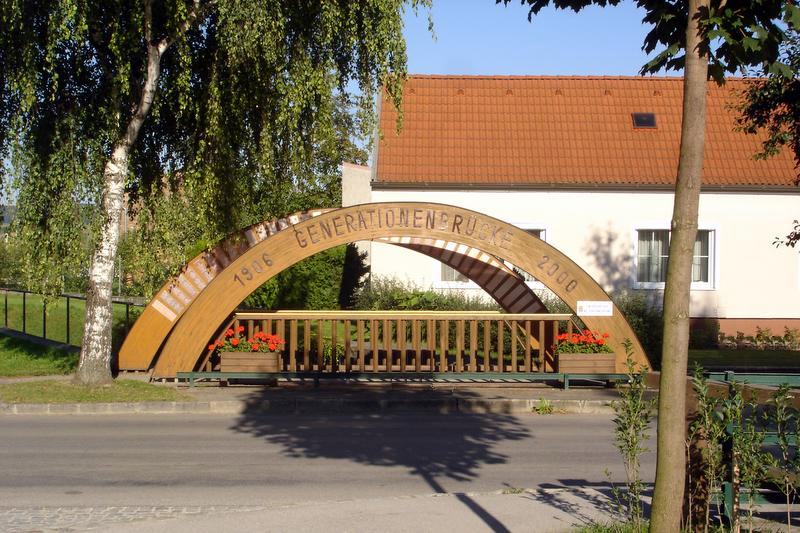
Міст покоління в Рюкерсдорфі
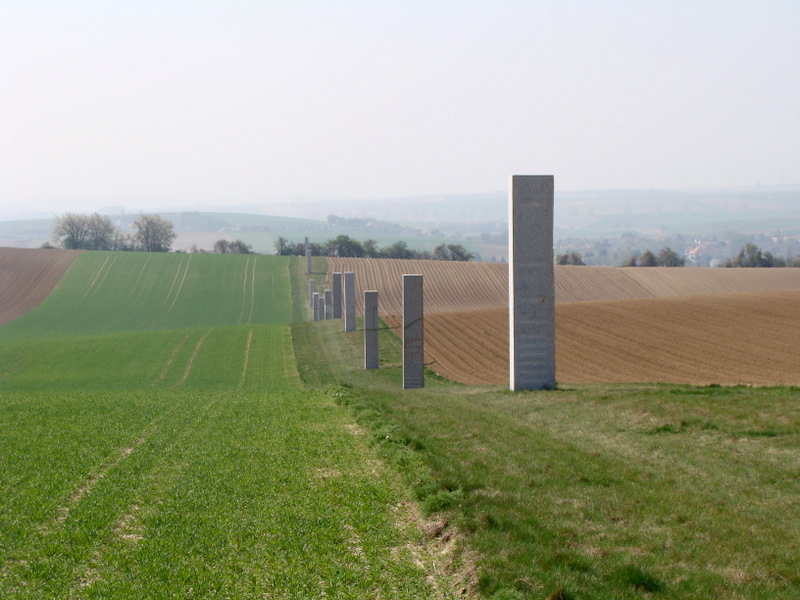
Мистецьке поле Гецмансдорф